# Пожар в Кувейте (2024)
12 июня 2024 года в кувейтском городе Манкаф провинции Эль-Ахмади произошёл пожар.

## Пожар
Сообщение о возгорании в двух зданиях в Манкафе поступило около 06:00 по местному времени. Возгорание произошло на первом этаже ресторана.
«Причиной сильного пожара стало присутствие на первом этаже здания большого количества газовых баллонов», — сделали предварительный вывод пожарные.

## Последствия пожара
Бригадам гражданской обороны удалось спасти около 50 человек, погибли минимум 41 человек. В большинстве случаев смерть была вызвана удушьем от дыма. Несколько жителей верхних этажей выпрыгнули из окон и погибли.